# Parafia Matki Bożej Różańcowej w Kaszowie
Parafia Matki Bożej Różańcowej w Kaszowie – parafia rzymskokatolicka, znajdująca się w archidiecezji krakowskiej, w dekanacie Czernichów. W parafii posługują księża diecezjalni. Od 1 lipca 2015 proboszczem parafii jest ks. Jacek Kasperczyk. 